# Список умерших в 713 году

## Февраль
- 16 февраля — И Цзин, китайский буддийский монах.

## Апрель
- 19 апреля — Урсмар (68), святой, странствующий епископ, первый настоятель монастыря Лобб.

## Август
- 2 августа — Тайпин, китайская политическая деятельница времён династии Тан, фактическая властительница империи в 710—713 годах.

## Октябрь
- 21 октября — Зейн аль-Абидин (54), четвёртый шиитский имам.

## Дата смерти неизвестна или требует уточнения
- Абу Байхас, исламский религиозный деятель, эпоним секты байхаситов.
- Абу Хашим Абдуллах, шиитский лидер.
- Го Чжэнь, китайский политик, военный, поэт времен империи Тан.
- Кормак мак Айлелло, король Мунстера (698/701—713).
- Саид ибн аль-Мусаййиб, один из передатчиков хадисов от пророка Мухаммада.
- Урва ибн аз-Зубайр, один из семи правоведов (факихов) Медины времён табиинов, историк.
- Хуэйнэн, патриарх китайского чань-буддизма.
- Эльдвульф, король Восточной Англии (664—713).
- Эльфледа из Уитби, дочь короля Нортумбрии Освиу и его жены Энфледы, святая.